# Dennis Bock (Rechtswissenschaftler)
Dennis Bock (* 24. November 1978 in Rendsburg) ist ein deutscher Rechtswissenschaftler und Strafverteidiger. Er ist Professor für Strafrecht an der Christian-Albrechts-Universität zu Kiel.

## Leben
Von 1999 bis 2004 studierte Bock Rechtswissenschaften an der Universität Kiel. Ein Semester verbrachte er im Rahmen des Erasmus-Programms an der Libera Università Internazionale degli Studi Sociali (LUISS) in Rom.
Nach dem Ersten Juristischen Staatsexamen 2004 promovierte er (zunächst in Tübingen als Wissenschaftlicher Mitarbeiter bei Hans-Ludwig Günther, später bei Andreas Hoyer in Kiel) 2006 mit einer Dissertation über Römischrechtliche Ausgangspunkte der strafrechtlichen Beteiligungslehre (summa cum laude). Im Jahr 2007 beendete er das Rechtsreferendariat mit dem Zweiten Juristischen Staatsexamen und arbeitete als Wissenschaftlicher Assistent und Habilitand bis April 2010 bei Andreas Hoyer.
Zugleich war er Lehrbeauftragter an der Fachhochschule für Verwaltung und Dienstleistung, Fachbereich Polizei. Seine Habilitationsschrift befasst sich mit dem Thema „Criminal Compliance: Strafrechtlich gebotene Aufsicht in Unternehmen - zugleich ein Beitrag zu den Grenzen strafrechtlicher Steuerung der Unternehmensführung“.
Von April 2010 bis März 2011 war er Inhaber einer Lehrprofessur an der Julius-Maximilians-Universität Würzburg und von April 2011 bis März 2012 Professor an der Friedrich-Schiller-Universität Jena.
Von 2013 bis 2016 war er als „Of Counsel“ in der Düsseldorfer Kanzlei Wessing & Partner tätig. Ab September 2016 bis Januar 2023 war er im zweiten Hauptamt als Richter am Oberlandesgericht Schleswig tätig (I. Strafsenat). Seit Anfang 2023 ist Bock als „Of Counsel“ in der Kieler Strafrechtsboutique Contra. als Strafverteidiger tätig.